# Oh Santa!
«Oh Santa!» es una canción de Navidad de la cantante y compositora estadounidense Mariah Carey. Lanzada por la discográfica Island Records el 11 de octubre de 2010 como primer sencillo de su segundo álbum de Navidad Merry Christmas II You.
La canción esta coescrita y coproducida por Carey, Jermaine Dupri y Bryan-Michael Cox. El tema recibió diversos comentarios de los críticos de música, que elogiaron su musicalidad, pero que era de una calidad inferior a la canción «All I Want for Christmas Is You», también de Carey con tema navideño.
«Oh Santa!» logró un éxito moderado en las listas, donde alcanzó el primer lugar en el Billboard Adult Contemporany, así como la posición 100 en los Billboard Hot 100 de Estados Unidos, mientras alcanzó el número sesenta y ocho en el Japan Hot 100 y el setenta y tres en el Canadian Hot 100. Carey la interpretó en varios programas de televisión en vivo, incluyendo en su propio programa de televisión en un especial de Navidad, titulado Mariah Carey: Merry Christmas to You. El video musical de la canción, fue dirigido por Ethan Lader y lanzado el 2 de noviembre de 2010, representando a Carey como una conductora de un programa de Navidad transmtido en televisión.

## Antecedentes

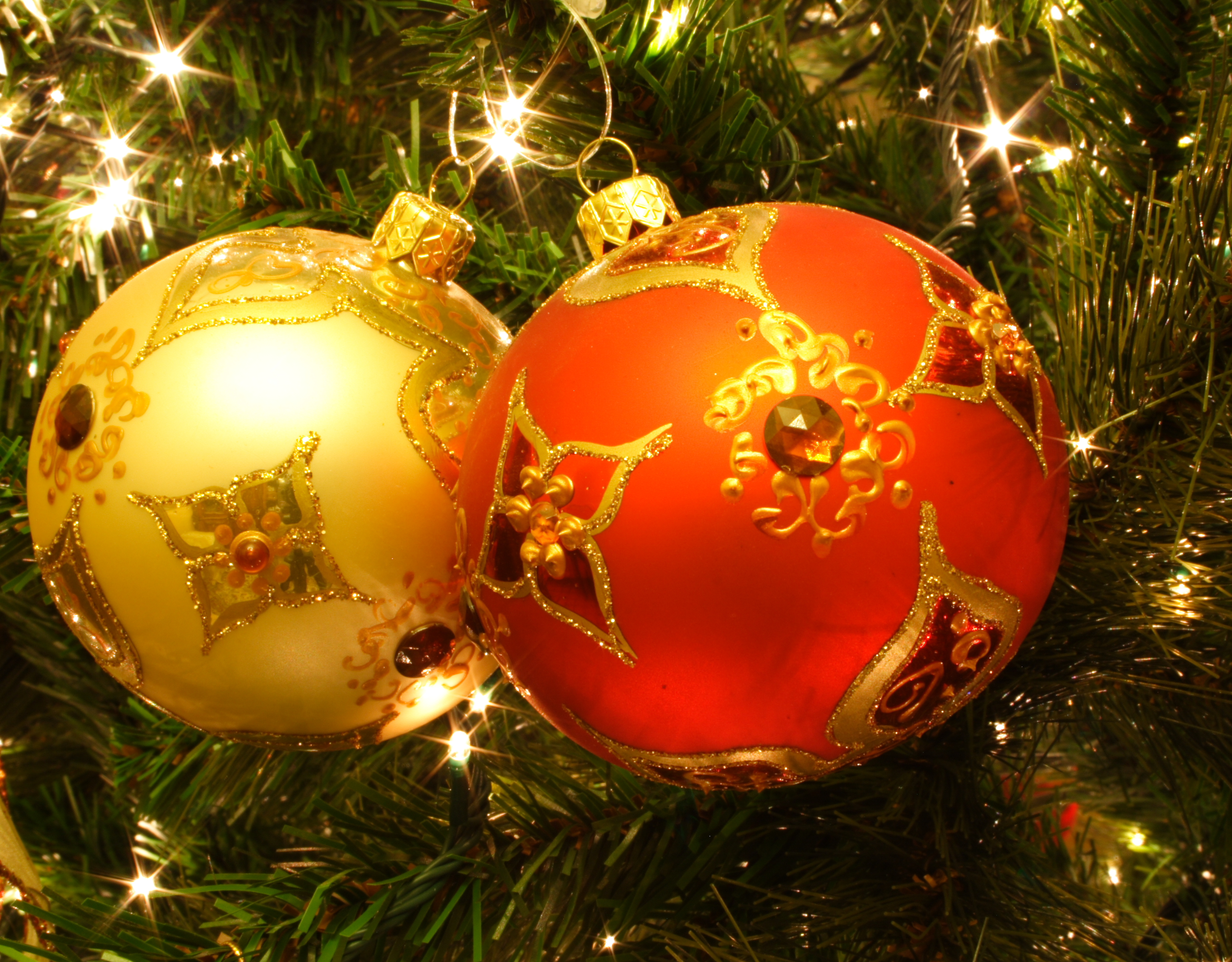
Island Records propuso a Carey producir un segundo álbum navideño después de lanzar Merry Christmas en 1994.

«Oh Santa!» fue una de las cuatro nuevas canciones que Carey coescribió y coprodujo junto a viejos colaboradores como Jermaine Dupri y Bryan-Michael Cox, para su segundo álbum de Navidad, Merry Christmas II You. La canción se estrenó en AOL en 1 de octubre de 2010 y fue lanzado a través de descarga digital en iTunes el 11 de octubre de 2010.
Island Records, luego de ver que el primer álbum navideño de la cantante fue exitoso, le propusieron a Carey que grabara un nuevo material con dicho tema para el 2010.

## Composición
De acuerdo con las partituras publicadas en Musicnotes, «Oh Santa!» es una canción optimista pop, que incorpora los géneros musicales de Navidad, R&B y dance pop. La canción está escrita en tiempo común con un tempo moderado de 80 pulsaciones por minuto. Carey también hizo una mezcla de esta canción y su anterior canción de Navidad «All I Want for Christmas Is You», titulado «Oh Santa! All I Want for Christmas Is You (Jump Smokers Holiday Mashup)», que se puso a disposición para descargar a través de iTunes el 17 de diciembre de 2010.

## Recepción

AOL, donde se lanzó el sencillo por primera vez.

### Crítica
«Oh Santa!» recibió críticas mixtas por parte de los críticos de la música, que elogiaron la musicalidad de la canción, pero que no superaba a su anterior canción navideña «All I Want For Christmas Is You». Bill Lamb de About.com dio a la canción 4/5 estrellas de 5 estrellas, elogiando el desempeño vocal de Carey, «canto animadora alegre» y «con sensación de jazz y optimista». AOL Music dijo: «La nueva canción de Mariah Carey, "Oh Santa!" pondrá a pensar a la gente acerca de la Navidad, incluso si es sólo octubre». Caryn Ganz de Rolling Stone y Mike Diver de BBC comentaron sobre el ritmo de la canción donde recalcó que no es mejor  que el famoso sencillo «All I Want For Christmas Is You». Un miembro de Idolator comparó la canción con el tema de Avril Lavigne «Girlfriend» de su álbum The Best Damn Thing , escribiendo «Es de suponer que no todos los circuitos sonarían como una versión Polo Norte de 'Girlfriend'». Sean Fennessey de The Washington Post enlistó la canción como uno de los temas recomendados en el álbum, junto con «Charlie Brown Christmas», así como de la escritura pronunció: «Hay gestos nobles».

### Comercial
En la semana que finalizó el 30 de octubre de 2010, «Oh Santa!» debutó en el número uno en los Billboard Digital Songs repitiendo primeras posiciones en la tabla, ya que lo había hecho con «All I Want for Christmas Is You». Para la semana que finalizó el 11 de diciembre de 2010, «Oh Santa!» debutó en el número doce en los Billboard Adult Hot Tracks, convirtiéndose en el debut más alto de Carey en esa lista en su carrera de veinte años. La canción alcanzó el número uno de la semana siguiente, siendo además el ascenso más rápido del número uno en la historia de la lista, y de Carey junto con la cantante canadiense Céline Dion quien tiene diez canciones en el top 1 de ese listado, la canción se convirtió en el séptimo trabajo  de Carey con el número uno en el listado.  En la primera semana de 2011 (1 de enero de 2011), la canción debutó y alcanzó el puesto número 100 en los Billboard Hot 100.

## Vídeo musical

### Antecedentes
El video musical de «Oh Santa!» fue dirigida por Ethan Ladery fue filmado en Los Ángeles el 6 de octubre de 2010 surgieron informes en línea que el marido de Carey, Nick Cannon, estaría dirigiendo el video, sin embargo Cannon, disipó los rumores en Twitter , diciendo que no era el director. El video de la canción se estrenó en el programa de noticias de entretenimiento Access Hollywood el 2 de noviembre de 2010.  Antes de la publicación del video, varios medios de comunicación especularon que este a iba incorporar el mismo estilo visto en el video de «Hey Ya!» de la banda Outkast, con una gran audiencia. Para el video, el sitio web de los seguidores de Mariah Carey, publicó un mensaje pidiendo a la gente en el área de Los Ángeles que apareciera en un casting para estar en el video.
El video muestra la influencia de la década de los 50 y los 60, en un programa de variedades, y cuenta con Carey quien usa un traje de Santa Claus, mientras que contó en el escenario con una banda de coro, como voz de respaldo, así como un grupo de bailarines y porristas.

### Sinopsis

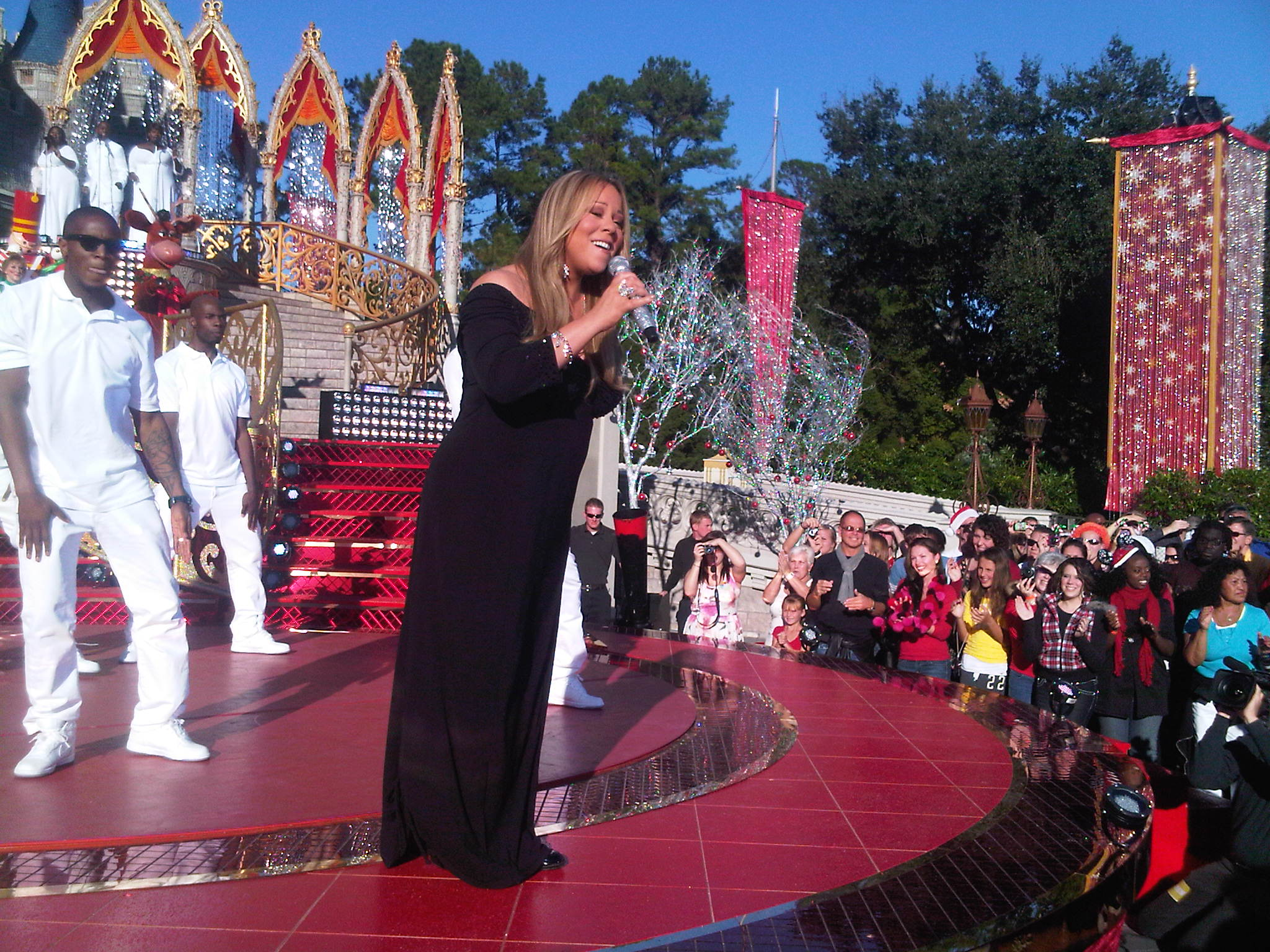
Carey interpretando en vivo la canción en el Walt Disney World Resort en Orlando, Florida el 3 de diciembre de 2010.

La trama gira en torno a Carey en su programa Mariah Carey Christmas. El locutor la presenta diciendo: «aquí está, la mejor cantante de todos los tiempos, la Sra. Mariah Carey». El video a continuación muestra a las coristas cantando el estribillo, mientras que la cantante actúa para el público. Su colección de fragancias también se anuncia en la apertura. En la segunda mitad del video, Papá Noel hace su aparición, saludando a los amigos y compartiendo un abrazo con Carey. El vídeo termina con la cantante riendo y recibiendo aplausos del público por su actuación.

### Recepción de la crítica
Becky Bain de Idolator comentó sobre la estructura simple y los temas del video al decir «No hay mucho que decir para este video simple, pero tiene una característica en la que Carey hace su parte usual agitando teatro, mientras que golpea algunas notas altas absolutamente asesinas». Bain también observó que la gran mayoría de las fotos son bien largas, que muestra a la cantante desde la distancia, o en primeros planos, de los hombros y por encima, de modo que el espectador no fue capaz de reconocer fácilmente que ella estaba embarazada. Bill Lamb de About.com elogió el contenido del video diciendo «Tras el humor retro muy agradable de todo el proyecto ...» «las características de la antigua casa e imágenes de la película, así como clips agradablemente hogareños». Nicole James, de MTV Buzzworthy también elogió el contenido del video: «Por supuesto que no sería un video de Mariah Carey sin cierta ostentación y el glamour del escenario y el telón de fondo están cubiertos en purpurina».

## Actuaciones en directo
Carey interpretó la canción por primera vez en una actuación pregrabada el 19 de noviembre de 2010, en el Rockefeller Center Christmas Tree Lighting, que salió al aire el 30 de noviembre de 2011. El 3 de diciembre de 2010, interpretó «Oh Santa!» así como «All I Want For Christmas Is You» en el Walt Disney World Christmas Day Parade un especial, que contó con la artista rodeada de unos bailarines y porristas, y terminó con fuegos artificiales al final de la actuación.  Carey entonces interpretó la canción como parte de una lista de temas de un especial de Navidad,  titulado Mariah Carey: Merry Christmas to You además de realizar el tema, también interpretó su versión de «Charlie Brown Christmas» y un popurrí de «O Come All Ye Faithful/Hallelujah Chorus» con su madre Patricia Carey, así como otras canciones de sus dos álbumes de Navidad.

## Lista de canciones
- Descarga digital[26]

1. «Oh Santa» – 3:31

- The Remixes EP[27]

1. «Oh Santa!» (Jump Smokers Edit) - 3:53
2. «Oh Santa!» (Low Sunday Edit) - 4:09
3. «Oh Santa!» (Jump Smokers Extended) - 4:08
4. «Oh Santa!» (Low Sunday Club) - 6:16
5. «Oh Santa!» (Jump Smokers Instrumental) - 3:52
6. «Oh Santa!» (Low Sunday Instrumental) - 6:18

## Posicionamiento en listas
| Canadá         | Canadian Hot 100             | 73  |
| Estados Unidos | Billboard Hot 100            | 100 |
| Estados Unidos | Billboard Adult Contemporary | 1   |
| Estados Unidos | Billboard Holidays Songs     | 1   |
| Japón          | Japan Hot 100                | 68  |

## Versión con Ariana Grande y Jennifer Hudson
Debido al décimo aniversario de la canción, Carey la regrabó y relanzó comercialmente en colaboración con las cantantes estadounidenses Ariana Grande y Jennifer Hudson. Fue lanzada el 4 de diciembre de 2020 a través de Legacy Recordings y Sony Music como el primer sencillo de la banda sonora, Mariah Carey's Magical Christmas Special (2020).

### Posicionamiento en listas
| Lista (2020)                           | Mejor posición |
| -------------------------------------- | -------------- |
| Alemania (Media Control AG)            | 67             |
| Canadá (Canadian Hot 100)              | 60             |
| Estados Unidos (Billboard Hot 100)     | 76             |
| Estados Unidos (Adult Contemporary)    | 17             |
| Estados Unidos Holiday 100 (Billboard) | 45             |
| Estados Unidos (Hot R&B/Hip-Hop Songs) | 20             |
| Global 200 (Billboard)                 | 66             |
| Irlanda (IRMA)                         | 76             |
| Reino Unido (UK Singles Chart)         | 67             |
| Suecia Heatseeker (Sverigetopplistan)  | 10             |

## Historial de lanzamientos
| Región         | Fecha                 | Formato              | Discográfica          |
| -------------- | --------------------- | -------------------- | --------------------- |
| Estados Unidos | 1 de octubre de 2010  | Radio Premiere (AOL) | Island Records        |
| Estados Unidos | 11 de octubre de 2010 | Radio airplay        | Island Records        |
| Estados Unidos | 12 de octubre de 2010 | Descarga digital     | Island Records        |
| Reino Unido    | 29 de octubre de 2010 | Descarga digital     | Mercury Records       |
| Francia        | 29 de octubre de 2010 | Descarga digital     | Universal Music Group |

## Versión de Matt Fishel
El 18 de noviembre de 2013, el artista británico Matt Fishel, lanzó una versión de «Oh Santa!».  El sencillo fue lanzado en todo el mundo a través de descarga digital en iTunes , Amazon y Google Play el mismo día de lanzamiento. Un vídeo promocional de esta versión se publicó en el canal oficial del cantante en Youtube.
Las ilustraciones para este trabajo son de Joe Phillips, un caricaturista de San Diego en California. La imagen de la historieta muestra una escena de Navidad en la que Santa Claus lleva a un personaje masculino, envuelto en un arco, mientras que otro personaje masculino está dormido en una silla con una guitarra.
La reelaboración de la canción contiene elementos de punk, pop y  pop rock e incorpora alarmas de Navidad y campanadas. Esta versión mantiene la misma letra original, dando a la canción un punto de vista gay. JD Doyle de Queer Heritage Music escribió de esto: «Creo que es maravillosa... él se envuelve alrededor de ella su arreglo de power pop perfecto de costumbre, y por supuesto, las canciones [de Carey] ahora se convierten en las de hombre a hombre... amor, amor!»

### Lista de canciones
- Descarga digital[48]

1. «Oh Santa!» - 3:41